# 純陀太子
純陁太子（じゅんだ たいし、? - 513年?8月?）は、百済の王族。武寧王の子。和氏（高野氏）の始祖。

## 概要
『続日本紀』延暦9年1月15日の皇太后高野新笠の埋葬記事に
「皇太后、姓は和氏、諱は新笠、贈正一位乙継の女なり。母は贈正一位大枝朝臣真妹なり。后の先は百済武寧王の子純陁太子より出ず。今上（桓武天皇）、早良親王、能登内親王を生めり。、、、その百済の遠祖都慕王は、河伯の女、日精に感でて生める所なり。皇太后は即ちその後なり。」
とある。『日本書紀』継体天皇7年（西暦513年?）8月項に、「百済太子淳陀薨」とあり、純陁と淳陀が同一人物ではないかと考える学者が多い。ただし、朝鮮側の資料に百済の記録は元々非常に少なく、繊細に記録されているのは新羅の歴史で、武寧王は記録されているが武寧王の子として純陁、もしくは淳陀に比定できる人物は記録されていない。韓国は百済の記録については日本の記録に頼っている。
『日本書紀』武烈天皇7年（西暦505年?）4月項に、百済から遣わされた「百済国主の骨族」武寧王の息子、斯我君があり、その子・法師君は倭君の祖とあるという記録で、純陁と同一人物と見る意見が主流である。